# Legio II Gallica

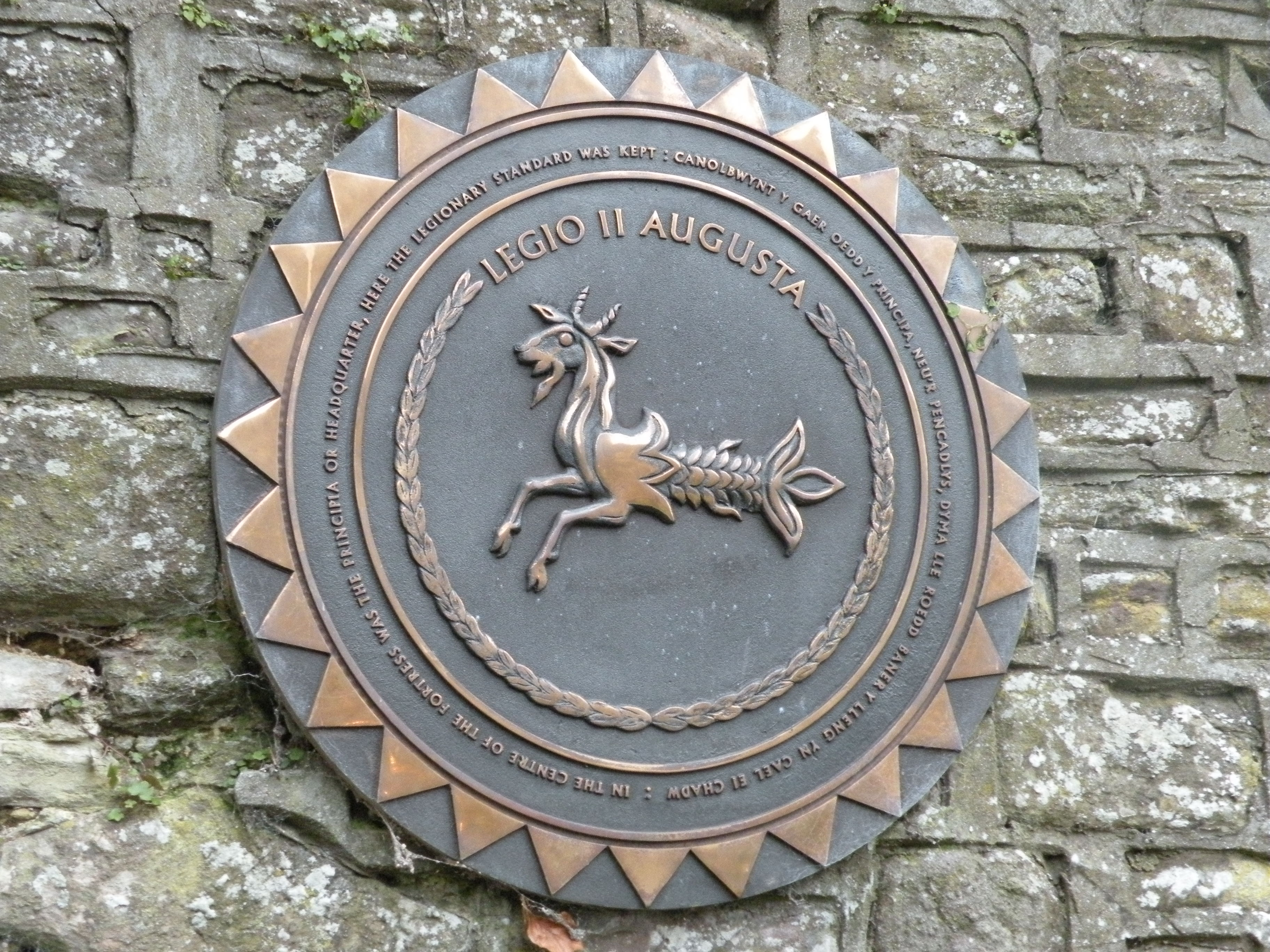
Legio II Augusta

La Legio II Gallica (Segunda legión «gala») fue una legión romana, que estaba acantonada en Arausio (moderna Orange) y puede que equivalga a la posterior Legio II Augusta.